# シベリアマーモット
シベリアマーモット (Marmota sibirica) は、哺乳綱齧歯目リス科マーモット属に分類される齧歯類。モンゴルマーモット。

## 分布
中華人民共和国（黒竜江省、内モンゴル自治区）、モンゴル国、ロシア（トゥヴァ共和国、ザバイカル）

## 形態
頭胴長（体長）50 - 60センチメートル。体重6 - 8キログラム、最大で9.8キログラム。尾長は体長の50 %以下。体色は明褐色で、頭部や尾の先端は暗色。

## 分類
以下の亜種の分類は、Thorington & Hoffmann(2005)に従う。
- Marmota sibirica sibirica (Radde, 1862)

- Marmota sibirica caliginosous Bannikov & Skalon, 1949

## 生態
標高600 - 3,000メートルにある草原やステップ・低木林・半砂漠などに生息する。ペアと幼獣（分散前の個体と新生児）からなる家族群（環境が悪ければ不定的で3 - 6頭、環境がよければ13 - 18頭に達する）を構成して生活する。9月から巣穴で5 - 20頭が集まって冬眠するが、冬眠の期間は夏季の栄養状態や秋季の天候により変動がある。本種に限ったことではないものの巣穴を掘ることにより土壌が撹拌され、地中に栄養素や空気などを含む効果があるとされる。古巣はコサックギツネ・マヌルネコ・イタチ類・ジリス類・ナキウサギ類・ハリネズミ類などが利用する。
食性は植物食で、主に草本を食べるが木の葉なども食べる。捕食者はアカギツネ、オオカミ、ヒグマ、ユキヒョウ、ワシタカ類などが挙げられる。
繁殖形態は胎生。冬眠から開けた4月に交尾を行う。妊娠期間は40 - 42日。5月下旬に1回に最大8頭（主に4 - 6頭）の幼獣を産む。生後2年で性成熟するが、通常は生後3年で分散する。

## 人間との関係
モンゴルでは「タルバガン」と呼ばれ、肉を食用にすることもある。薬用にされることもあり、脂肪が伝統的に火傷や凍傷・貧血などに効果があるとされている。毛皮も利用され、スポーツハンティングの対象とされることもある。マルコ・ポーロも『東方見聞録』の中でタルタール人の食文化について「この辺り至る所の原野に数多いファラオ・ネズミも捕まえて食料に給する」とのべている。この「ファラオ・ネズミ」はおそらくタルバガン（本種のこと）だと考えられている。
腺ペストを媒介し、本種が原因とされるペストの流行で1911年に約50,000人、1921年に約9,000人が死亡した。ペストに感染した本種の肉を、人間が食べることでも感染する。近年は生息数の減少に伴い、本種が原因のペストの発生数は減少している。そのため、生息地で衰弱したタルバガンの生体や死体を見つけても、近寄らない、触らない等の注意が必要である。また現地の人に勧められても、タルバガンを食べない勇気も必要である。どうしても食べなければならない場合は良く火を通してから、少量だけ食べるとよい。モンゴルは数少ないペスト発生国であり、どこかで毎年のように発生し、死者も出る。モンゴルではタルバガンが主な感染源とされている。ペスト患者が出ると、その感染拡大を防ぐために集落や町全体を封鎖することも度々行われている。齧歯類全般、特に野生のものについてはペスト菌の保有を前提として取り扱うべきである。
毛皮目的の乱獲より生息数は激減している。1990年代に、生息数が約70%減少したと推定されている。モンゴルでは1906 - 1994年に少なくとも102,400,000の毛皮が調達された。モンゴルでは法的に保護の対象とされているが、実効的な保護対策は行われていない。
タルバガン（本種のこと）は草原の地面に穴を掘るため、土壌の通気性を良くしている。